# Sebaa
Sebaa (în arabă السبع) este o comună din provincia Adrar, Algeria.
Populația comunei este de 2.312 locuitori (2008).